# شهرستان شرمن (تگزاس)

موقعیت شهرستان در ایالت تگزاس

شرمن یکی از شهرستان‌های ایالت تگزاس می‌باشد.
این شهرستان در شمال‌غربی این ایالت است.
جمعیت این شهرستان در سال ۲۰۱۰ میلادی معادل ۳۰۳۴ نفر بود.